# Kristina Andersson
Maria Kristina Andersson (ur. 20 maja 1965 we Frösön) – szwedzka narciarka alpejska.

## Kariera
W zawodach Pucharu Świata zadebiutowała 4 stycznia 1985 roku w Mariborze, gdzie zajęła 36. miejsce w gigancie. Pierwsze punkty wywalczyła 21 grudnia 1986 roku w Valzoldana, gdzie zajęła siódme miejsce w slalomie. Na podium zawodów tego cyklu pierwszy raz stanęła 11 marca 1991 roku w Lake Louise, kończąc rywalizację w slalomie na drugiej pozycji. W zawodach tych rozdzieliła Vreni Schneider ze Szwajcarii i Austriaczkę Anitę Wachter. W kolejnych startach jeszcze sześć razy stawała na podium, za każdym razem w slalomie: 14 marca 1993 roku w Hafjell była druga, 19 grudnia 1993 roku w Sankt Anton am Arlberg, 27 listopada 1994 roku w Park City, 22 grudnia 1995 roku w Veysonnaz i 30 grudnia 1995 roku w Semmering zajmowała trzecie miejsce, a 7 stycznia 1996 roku w Mariborze była najlepsza. W sezonie 1992/1993 zajęła 20. miejsce w klasyfikacji generalnej, a w klasyfikacji slalomu była piąta. Piąte miejsce w klasyfikacji slalomu zajęła też w sezonach 1994/1995 i 1995/1996.
Wystartowała na igrzyskach olimpijskich w Calgary w 1988 roku, gdzie zajęła 22. miejsce w gigancie, a slalomu nie ukończyła. Podczas rozgrywanych cztery lata później igrzysk w Albertville była dziesiąta w gigancie i jedenasta w slalomie. Brała również udział w igrzyskach olimpijskich w Lillehammer w 1994 roku, gdzie zajęła 19. miejsce w gigancie, a rywalizacji w slalomie ponownie nie ukończyła. W międzyczasie zajęła czwarte miejsce w slalomie podczas mistrzostw świata w Morioce w 1993 roku. Walkę o podium przegrała tam z Austriaczką Elfi Eder o 0,04 sekundy. Była też między innymi szósta w tej samej konkurencji na mistrzostwach świata w Sierra Nevada trzy lata później.

## Osiągnięcia

### Igrzyska olimpijskie
| Miejsce | Dzień     | Rok  | Miejscowość | Konkurencja | Czas biegu | Strata | Zwyciężczyni       |
| ------- | --------- | ---- | ----------- | ----------- | ---------- | ------ | ------------------ |
| 22.     | 24 lutego | 1988 | Calgary     | Gigant      | 2:06,49    | +8,60  | Vreni Schneider    |
| DNF1    | 26 lutego | 1988 | Calgary     | Slalom      | 1:36,69    | -      | Vreni Schneider    |
| 10.     | 19 lutego | 1992 | Albertville | Gigant      | 2:12,74    | +2,49  | Pernilla Wiberg    |
| 11.     | 20 lutego | 1992 | Albertville | Slalom      | 1:32,68    | +2,27  | Petra Kronberger   |
| DNF1    | 24 lutego | 1994 | Lillehammer | Gigant      | 2:30,97    | –      | Deborah Compagnoni |
| 19.     | 26 lutego | 1994 | Lillehammer | Slalom      | 1:56,01    | +4,74  | Vreni Schneider    |

### Mistrzostwa świata
| Miejsce | Dzień     | Rok  | Miejscowość   | Konkurencja | Czas biegu | Strata | Zwyciężczyni       |
| ------- | --------- | ---- | ------------- | ----------- | ---------- | ------ | ------------------ |
| 31.     | 5 lutego  | 1987 | Crans-Montana | Gigant      | 2:21,22    | +8,46  | Vreni Schneider    |
| DNF1    | 7 lutego  | 1987 | Crans-Montana | Slalom      | 1:33,30    | -      | Erika Hess         |
| DNF2    | 7 lutego  | 1989 | Vail          | Slalom      | 1:30,88    | -      | Mateja Svet        |
| 17.     | 11 lutego | 1989 | Vail          | Gigant      | 2:29,37    | +6,61  | Vreni Schneider    |
| 10.     | 1 lutego  | 1991 | Saalbach      | Slalom      | 1:25,90    | +2,00  | Vreni Schneider    |
| 9.      | 2 lutego  | 1991 | Saalbach      | Gigant      | 2:07,45    | +1,86  | Pernilla Wiberg    |
| 4.      | 9 lutego  | 1993 | Morioka       | Slalom      | 1:27,66    | +1,03  | Karin Buder        |
| 18.     | 10 lutego | 1993 | Morioka       | Gigant      | 2:17,59    | +4,20  | Carole Merle       |
| 6.      | 24 lutego | 1996 | Sierra Nevada | Slalom      | 1:31,46    | +1,18  | Pernilla Wiberg    |
| 27.     | 5 lutego  | 1997 | Sestriere     | Slalom      | 1:43,88    | +7,45  | Deborah Compagnoni |

### Puchar Świata

#### Miejsca w klasyfikacji generalnej
- sezon 1986/1987: 64.
- sezon 1987/1988: 63.
- sezon 1988/1989: 66.
- sezon 1989/1990: 21.
- sezon 1990/1991: 24.
- sezon 1991/1992: 28.
- sezon 1992/1993: 20.
- sezon 1993/1994: 24.
- sezon 1994/1995: 30.
- sezon 1995/1996: 21.
- sezon 1996/1997: 51.
- sezon 1997/1998: 70.

#### Miejsca na podium
1. Lake Louise – 11 marca 1991 (slalom) – 2. miejsce
2. Hafjell – 14 marca 1993 (slalom) – 2. miejsce
3. Sankt Anton am Arlberg – 19 grudnia 1993 (slalom) – 3. miejsce
4. Park City – 27 listopada 1994 (slalom) – 3. miejsce
5. Veysonnaz – 22 grudnia 1995 (slalom) – 3. miejsce
6. Semmering – 30 grudnia 1995 (slalom) – 3. miejsce
7. Maribor – 7 stycznia 1996 (slalom) – 1. miejsce